# Oumar Koné (Judoka)
Oumar Koné (* 11. Februar 1985 in Bamako) ist ein ehemaliger malischer Judoka.

## Sport
Koné trat bei den Olympischen Sommerspielen 2012 in London an. Im Halbschwergewicht kam er auf Rang 17, nachdem er gegen Luciano Corrêa aus Brasilien in der ersten Runde verlor.
Er trat auch bei den Afrikameisterschaften 2010 in Yaoundé an.